# Halloween: Resurrection
Halloween: Resurrection lub Halloween: Powrót – amerykański film fabularny (horror z podgatunku slasher) powstały w 2002 r. w reżyserii Ricka Rosenthala, który prócz ósmej, niniejszej części cyklu Halloween stworzył także część drugą – Halloween 2 (1981). W rolach głównych obsadzono Jamie Lee Curtis, czwarty raz wcielającą się w postać Laurie Strode, oraz znaną m.in. z Jeziora marzeń Biancę Kajlich. Film ignoruje wydarzenia przedstawione w częściach czwartej, piątej i szóstej serii. Roboczy tytuł filmu ściśle wiązał się z fabułą i brzmiał Halloween: The Homecoming (z ang. „homecoming” – powrót do domu).
Światowa premiera filmu miała miejsce 1 lipca 2002 roku. Zyski z jego promocji były blisko trzykrotne. Na ekranach polskich kin film pojawił się 18 października roku 2002 – blisko dwa tygodnie przed obchodami święta Halloween.

## Opis fabuły
Rok 2001. Laurie Strode, po wydarzeniach sprzed trzech lat (przedstawionych w segmencie 20 lat później), popadła w głęboką katatonię i tkwi w zakładzie psychiatrycznym o nazwie Grace Anderson Sanitarium. Okazało się, że uśmiercając swojego brata-mordercę, Michaela Myersa, w rzeczywistości zamordowała paramedyka (którego psychopata wcześniej odział w swój strój, i któremu zmiażdżył krtań, by ten nie był w stanie poinformować nikogo o incydencie). Tym samym Myers wciąż znajduje się na wolności, a niewinni ludzie są w śmiertelnym niebezpieczeństwie. To właśnie Laurie przekonuje się o tym jako pierwsza, kiedy ginie, doświadczając na własnej skórze gromadzonego w Michaelu przez lata pragnienia zemsty. Myers włamuje się bowiem do zakładu, gdzie morduje parę ochroniarzy; po krótkim pościgu za Laurie, trafia na dach instytutu, tamże zaś morduje siostrę.
Akcja przenosi się na następny rok. Freddie Harris, drobny przedsiębiorca internetowy, organizuje interaktywne reality show pt. Dangertainment. W środę, trzydziestego października, do udziału w programie wyłoniona zostaje szóstka beztroskich studentów – Sara, Rudy, Jen, Donna, Jim i Bill. Młodzi ludzie mają spędzić noc w rodzinnym domu Myersa, pozując bacznie ich śledzącym, umieszczonym w całej rezydencji kamerom. Wszyscy liczą na dobrą zabawę i zyski materialne, nikt z kolei nie ma pojęcia, że psychopata żyje i decyduje się na powrót do domu. Ginie instalator oprogramowania. Twórcy programu inscenizują pojawienie się Myersa we własnym domu, wysyłając do niego aktora w charakterystycznym przebraniu. Wkrótce jednak dochodzi do ataku realnego Michaela Myersa i większość z uczestników programu zostaje zamordowana. Jedyna z ocalałych, Sara Moyer, zostaje odratowana przez oglądającego Dangertainment Deckarda, jej znajomego z internetowego czatu, który daje wskazówki celem uniknięcia śmierci oraz przez Freddiego, który unicestwia przeciwnika.
Film kończy się jednak sceną, w której młoda pracownica kostnicy dowiaduje się, że leży w niej Michael i prawdopodobnie zostaje przez niego zamordowana.

## Obsada/bohaterowie
- Bianca Kajlich jako Sara Moyer – główna bohaterka filmu, filmowa final girl. Jest inteligentną i oryginalną[czyli jaką?] studentką Uniwersytetu w Haddonfield (prawdopodobnie również dziewicą[czy to ważne?][potrzebny przypis]), a do programu organizowanego przez Freddiego Harrisa dostaje się za namową dwójki przyjaciół, Jen i Rudy’ego[czy to ważne?]. Z masakry uchodzi z życiem dzięki pomocy internetowego przyjaciela, Deckarda[czy to ważne?].
- Ryan Merriman jako Myles „Deckard” Burton – internetowy przyjaciel Sary. To on oglądając Dangertainment na ekranie komputera domyśla się, że wszystko się dzieje na serio i pomaga Sarze uniknąć śmierci ze strony Michaela Myersa[czy to ważne?].
- Busta Rhymes jako Freddie Harris – Organizator reality-show, w którym biorą udział bohaterowie, zawodowy i prawdopodobnie[potrzebny przypis] emocjonalny partner Nory Winston.
- Tyra Banks jako Nora Winston – współpracownica i prawdopodobnie partnerka Freddiego Harrisa. Zostaje zabita przez Michaela Myersa w studio realizatorskim[czy to ważne?].
- Sean Patrick Thomas jako Rudy Grimes – przyjaciel Sary i Jen, kucharz. Jest mieszkańcem Haddonfield[czy to ważne?], który zostaje uczestnikiem reality-show Harrisa i Winston. Ginie, przybity trzema kuchennymi nożami do drzwi[czy to ważne?].
- Katee Sackhoff jako Jenna „Jen” Danzig – przyjaciółka Sary i Rudy'ego, studentka Uniwersytetu w Haddonfield. Pomysłodawczyni uczestnictwa w reality-show organizowanym przez Harrisa i Winston. Jest nastawiona na sławę, lecz ginie jako trzecia[a co ma jedno do drugiego?] z uczestników programu, zdekapitowana[czy to ważne?] przez Myersa.
- Luke Kirby jako Jim Morgan – pewny siebie uczestnik programu, który wikła się w romans z Donną[czy to ważne?]. Zostaje zamordowany przez Michaela Myersa jako czwarty z uczestników, gdy ten zgniata jego czaszkę gołymi dłońmi[czy to ważne?].
- Daisy McCrackin jako Donna Chang – jedna z uczestniczek reality-show rozgrywającego się w domu Michaela Myersa. Jej pasją jest filozofia[czy to ważne?]. Jest piękna, lecz sceptycznie podchodzi do mężczyzn[a co ma jedno do drugiego?]. Ginie w kanalizacji, w której kryje się Myers po tym, jak dostaje się do niej po wszczętym[w trakcie?] stosunku płciowym z Jimem.
- Thomas Ian Nicholas jako Bill Woodlake – jeden z uczestników programu, który rozrywkę znajduje we flirtowaniu z innymi uczestniczkami[czy to ważne?]. Ginie, zamordowany przez Michaela Myersa jako pierwszy.
- Billy Kay jako Scott – kolega Deckarda. Nie rozumie sensu w internetowych znajomościach[czy to ważne?].
- Brad Sihvon jako Charley Albans – współpracownik Freddiego Harrisa i kamerzysta jego programu. Aspiruje do bycia reżyserem. Zostaje zabity przez Michaela Myersa poprzez statyw kamery[czy to ważne?] w jego starym domu rodzinnym.
- Brad Loree jako Michael Myers – filmowy czarny charakter.

- Jamie Lee Curtis jako Laurie Strode – główna bohaterka poprzednich filmów z serii. Siostra Michaela Myersa, prześladowana przez niego przez blisko dwadzieścia lat. W poprzedniej części filmu zamordowała paramedyka, którego błędnie wzięła za Myersa. Przez ten wypadek trafiła do szpitala psychiatrycznego Grace Anderson Sanitarium, w którym udaje katatoniczkę i ukrywa się przed psychopatą; ostatecznie to w nim zostaje zabita przez brata.

- Lorena Gale jako siostra Wells – opiekuje się Laurie i zna jej historię z Michaelem Myersem[czy to ważne?].
- Marisa Rudiak jako siostra Phillips – podwładna siostry Wells, od której dowiaduje się o losach Laurie[czy to ważne?].
- Brent Chapman i Dan Joffre jako Franklin i Willie – ochroniarze w Grace Anderson Sanitarium. Pierwsze ofiary Michaela Myersa w filmie.
- Gus Lynch jako Harold Trumble – pacjent w Grace Anderson Sanitarium. Wie wszystko[potrzebny przypis] o seryjnych mordercach. Zostaje wrobiony przez Myersa w morderstwo Laurie Strode.

## Produkcja

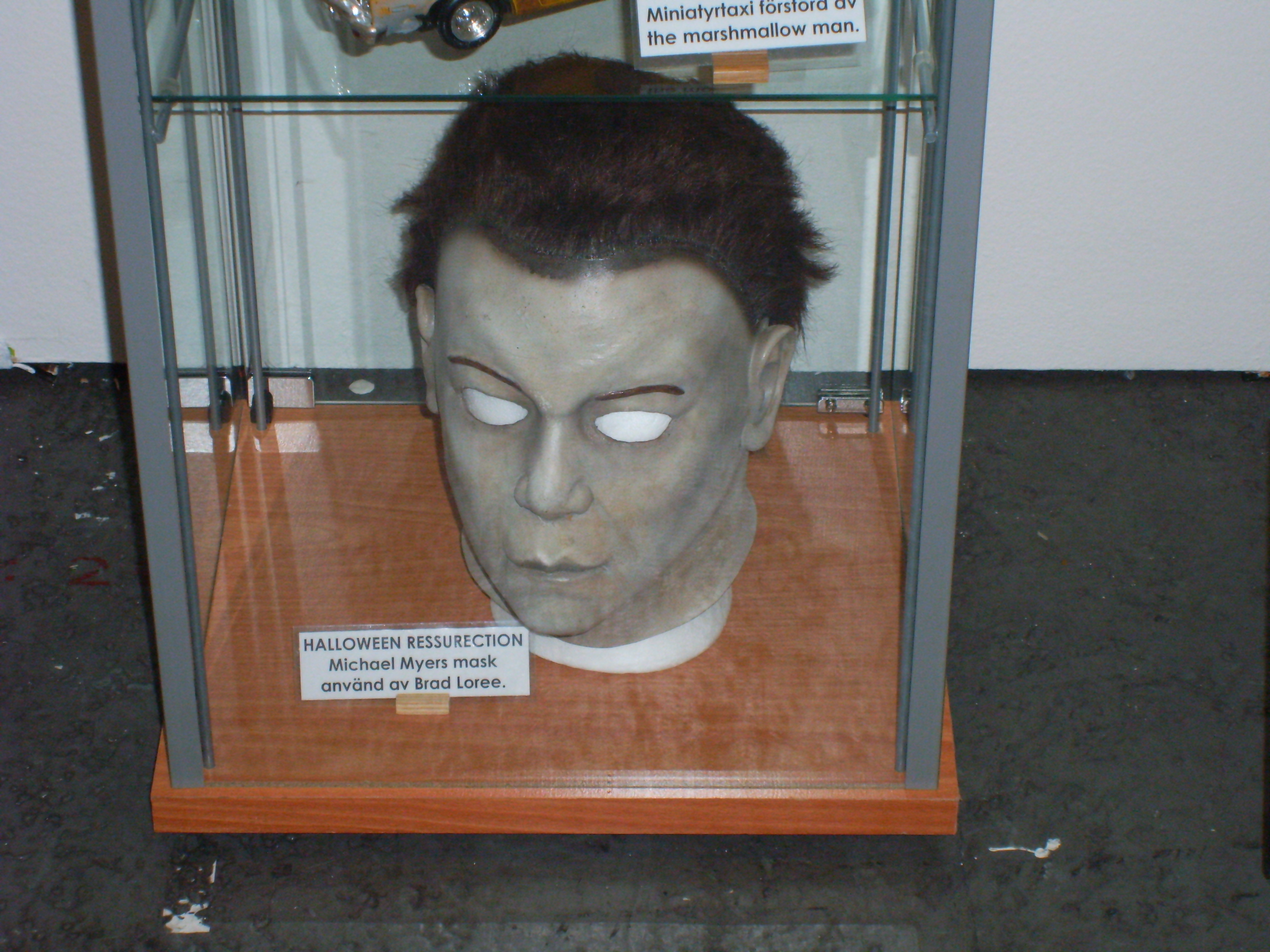
Rekwizyt z filmu, maska używana przez Brada Loree; Stockholmsmässan 2011.

Roboczy tytuł filmu brzmiał Halloween: The Homecoming, lecz producenci chcieli, by jego ostateczna forma jawnie dawała do zrozumienia, że antybohater – Michael Myers – żyje, w lutym roku 2002 więc tytuł oficjalnie przemianowano na Halloween: Resurrection. Premiera filmu miała mieć pierwotnie miejsce już 21 września 2001 roku, jednak spółka produkcyjna Dimension Films chciała, by był on mocniejszy w przekazie; zdjęcia do filmu trwały więc jeszcze od września do października roku 2001, a premierę przeniesiono na lipiec kolejnego roku. Na stołku reżyserskim chciano posadzić Whitney Ransick i Dwighta H. Little (twórcę Powrotu Michaela Myersa), oboje filmowcy zrezygnowali jednak z pracy przy projekcie. Na reżysera obrano następnie Ricka Rosenthala (Halloween 2). Producenci usiłowali także obsadzić w jednej z ról Danielle Harris, aktorkę, która wcieliła się w postać Jamie Lloyd w czwartej i piątej części halloweenowej serii (i która pojawiła się na drugim planie w remake'u oryginału Roba Zombie w roku 2007). Główną rolę żeńską przydzielono Biance Kajlich. Aktorka cierpiała na niezdolność do krzyku, stąd też jej partie krzyczane były dubbingowane. Trailer pojawił się 26 kwietnia 2002 roku, kiedy to swoją premierę odnotował horror sci-fi Jason X – dziesiąty element serii Piątek, trzynastego.